# SN 2006ce
SN 2006ce – supernowa typu Ia odkryta 10 maja 2006 roku w galaktyce NGC 908. W momencie odkrycia miała maksymalną jasność 12,40m.